# آریاورته

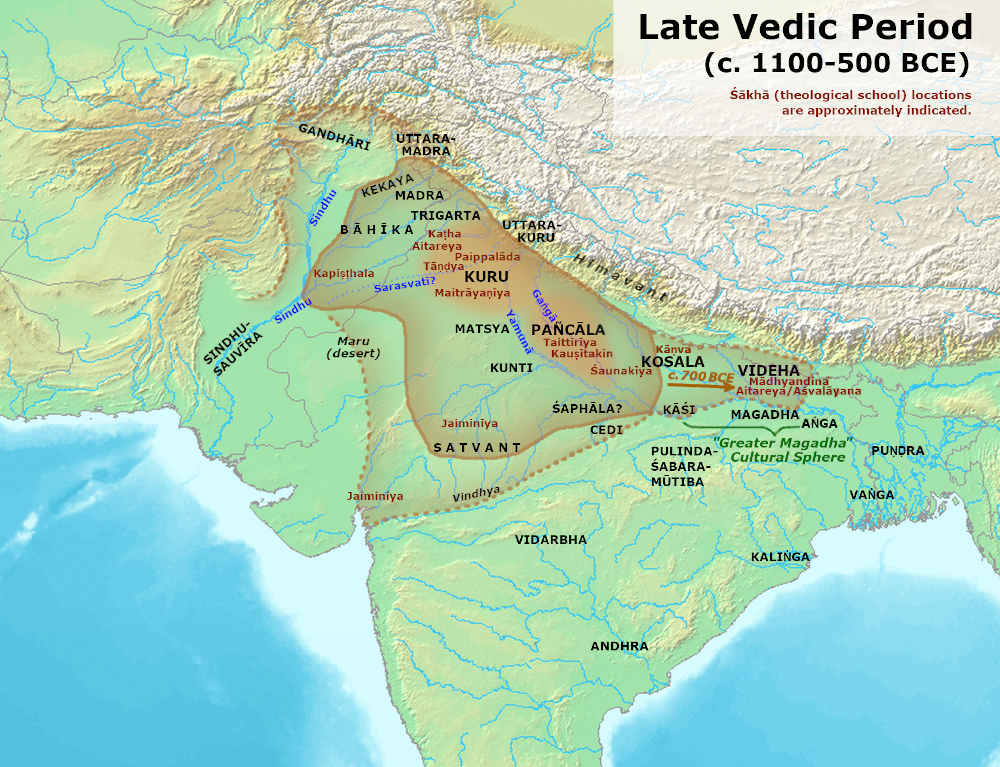
وسعت تقریبی «آریاورته» در اواخر دوره ودایی (حدود ۱۱۰۰–۵۰۰ پیش از میلاد). «آریاورته» محدود به شمال غربی هند (پیش از ۱۹۴۷) و دشت غربی گنگ بود، در حالی که مگدهه بزرگ در شرق محل سکونت هندواروپایی‌های غیرودایی و اقوام دیگر بود که باعث پیدایش جینیسم و بودیسم شدند.

گورستان اچ، هاراپان متأخر، او سی پی، گنجینه مس و محوطه‌های سفال خاکستری رنگین.

آریاورته (سنسکریت: आर्यावर्त، ت.ت. 'سرزمین آریایی‌ها'،  تلفظ در سانسکریت: [aːrjaːˈʋərtə]) اصطلاحی برای شمال شبه‌قاره هند در متون هندو باستان مانند دهرمشاستره‌ها و سوتراها است که به مناطق دشت سند-گنگ و مناطق اطراف آن اشاره دارد که در طول و پس از مهاجرت‌های هندواروپایی توسط قبایل هندواروپایی заселены شده و در آن دین و آیین‌های هندواروپایی غالب بود. مرزهای آریاورته با گذشت زمان گسترش یافت، همانطور که در منابع مختلف منعکس شده است، زیرا نفوذ ایدئولوژی برهمایی در دوران پس از ودایی به سمت شرق گسترش یافت.

## مرزهای جغرافیایی

### دواب گنگ-یامونا

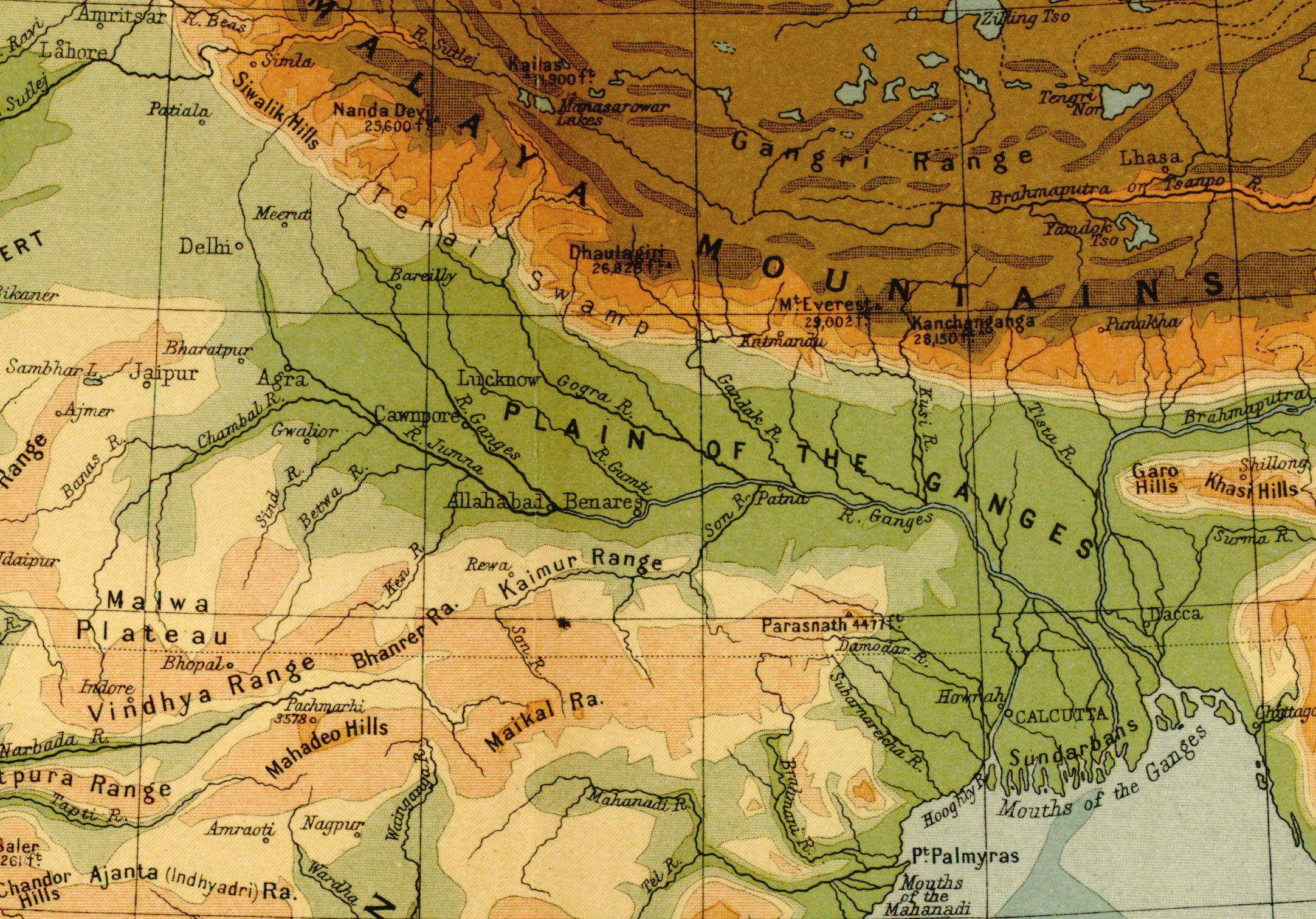
مسیر رودخانه گنگ؛ دوآب گنگ-یامونا قسمت غربی منطقه سبز.

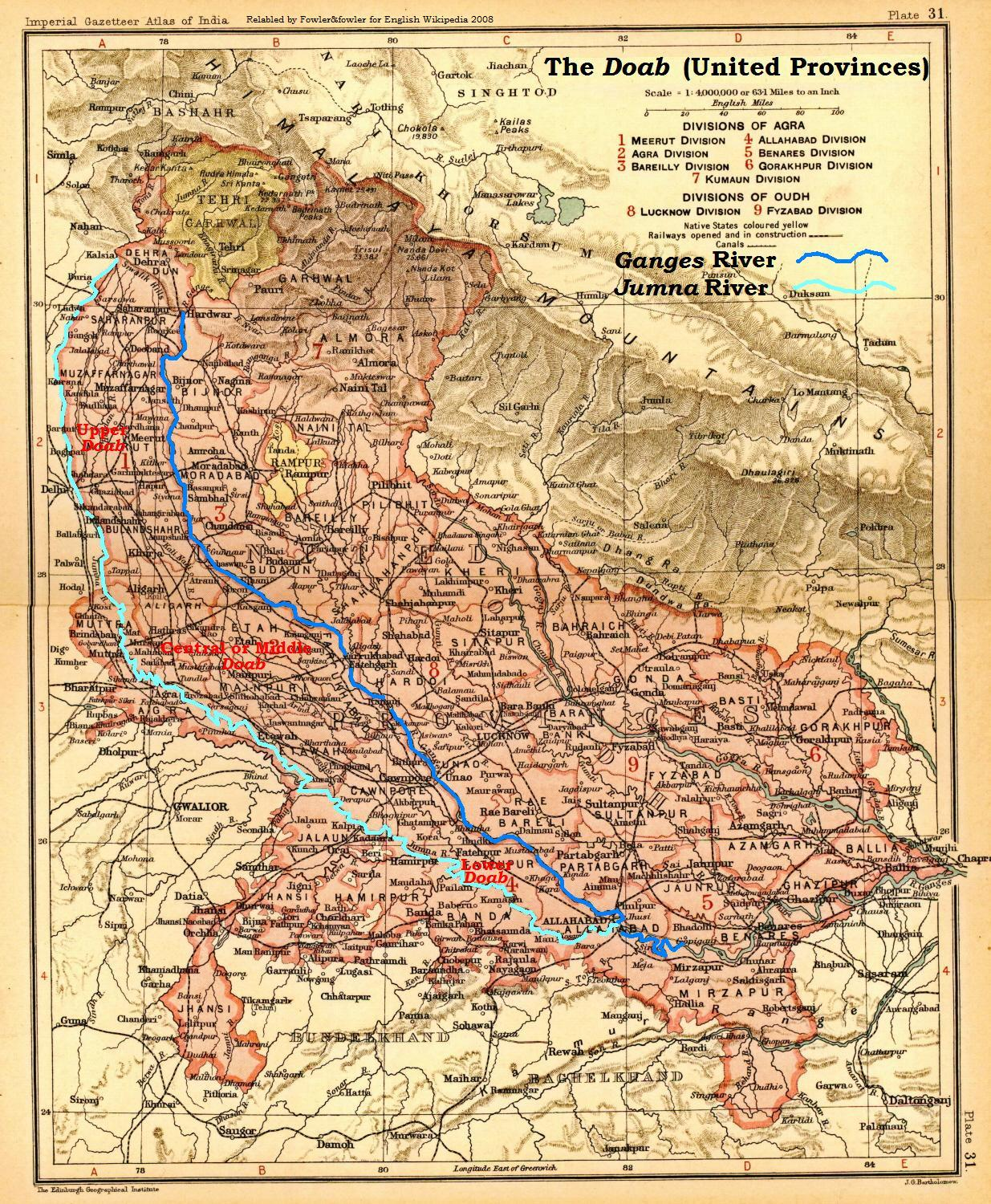
دواب گنگ-یامونا.

بودایانا دهرمسوترا (BDS) 1.1.2.10 (احتمالاً در قرن‌های ۸ تا ۶ پیش از میلاد گردآوری شده) اعلام می‌کند که آریاورته سرزمینی است که در غرب کالاکاوانا، شرق آدارسانا، جنوب هیمالیا و شمال ویندهیا قرار دارد، اما در BDS 1.1.2.11 آریاورته محدود به دواب گنگ-یامونا است. BDS 1.1.2.13-15 مردم خارج از این منطقه را دارای منشأ مختلط می‌داند و از این رو شایسته تقلید توسط آریایی‌ها نیستند. برخی از سوتراها اعمال کفاره‌ای را برای کسانی که از مرزهای آریاورته عبور کرده‌اند توصیه می‌کنند. بودایانا شروتا سوترا این را برای کسانی که از مرزهای آریاورته عبور کرده و به مکان‌های دوردست رفته‌اند توصیه می‌کند.
واسیشتا دهرمه سوترا (قدیمی‌ترین سوتراها حدود ۵۰۰–۳۰۰ پیش از میلاد) I.8-9 و 12-13 آریاورته را در شرق ناپدید شدن رودخانه ساراسواتی در صحرا، غرب کالاکاوانا، شمال کوهستان پاریاترا و رشته کوه ویندهیا و جنوب هیمالیا قرار می‌دهد.
پاتانجلی در مهابهاشیا (اواسط قرن دوم پیش از میلاد) آریاورته را مانند واشیشتا دهرمسوترا تعریف می‌کند. به گفته برونکهورست، او «اساساً آن را در دشت گنگ، بین صحرای تار در غرب و محل تلاقی رودخانه‌های گنگ (گانگا) و جمنا (یامونا) در شرق قرار می‌دهد.»

### از دریا به دریا
مانوسمریتی (تاریخ‌گذاری شده بین قرن دوم پیش از میلاد تا سوم پس از میلاد) (۲.۲۲) این نام را به «ناحیه‌ای بین هیمالیا و رشته‌کوه ویندهیا، از دریای شرقی (خلیج بنگال) تا دریای غربی (دریای عرب)» می‌دهد.
ماناوا دهرمشاسترا (حدود ۱۵۰–۲۵۰ پس از میلاد) آریاورته را به عنوان گسترده از دریاهای شرقی تا غربی معرفی می‌کند که نشان‌دهنده حوزه نفوذ رو به رشد ایدئولوژی برهمایی است.

### از دست دادن شمال غربی هند
دوره پس از ودایی شهرنشینی دوم شاهد افول برهمنیسم بود. با رشد شهرها، که درآمد و حمایت برهمن‌های روستایی را تهدید می‌کرد؛ ظهور بودیسم؛ و لشکرکشی اسکندر مقدونی به هند (۳۲۷–۳۲۵ پیش از میلاد)، ظهور امپراتوری مائوریا (۳۲۲–۱۸۵ پیش از میلاد)، و حملات و حکومت سکاها بر شمال غربی هند (قرن دوم پیش از میلاد – قرن چهارم پس از میلاد)، برهمنیسم با تهدیدی جدی برای موجودیت خود روبرو شد.افول برهمنیسم با ارائه خدمات جدید و ادغام میراث مذهبی هندواروپایی غیرودایی دشت شرقی گنگ و سنت‌های مذهبی محلی، که منجر به سنتز هندو شد، غلبه یافت.

## دیگر نامگذاری‌های منطقه‌ای
این متون همچنین بخش‌های دیگر شبه‌قاره هند را با نامگذاری‌های خاص مشخص می‌کنند. مانوسمریتی از برهماوارتا به عنوان منطقه‌ای بین ساراسواتی و دریشادواتی در شمال غربی هند یاد می‌کند. این متن این منطقه را محل تولد افراد «نیک»، دوجنسه‌ها که به دهرمای ودایی پایبندند، در مقابل ملچهها، که خارج از قلمرو آریایی و سنت‌های ودایی زندگی می‌کنند، تعریف می‌کند. محل دقیق و اندازه این منطقه موضوع عدم قطعیت آکادمیک بوده است. برخی از محققان، مانند باستان‌شناسان بریجت آلچین و ریموند آلچین، معتقدند که اصطلاح برهماوارتا مترادف با آریاورته است.
مادیا دسا از سرچشمه‌های بالایی گنگ و یامونا تا محل تلاقی این دو رود در پرایاگا امتداد داشت و منطقه‌ای بود که در زمان ماهاجاناپاداها، پادشاهی کورو و پانچالا در آن وجود داشتند. کل این منطقه در اسطوره‌شناسی هندو مقدس شمرده می‌شود زیرا خدایان و قهرمانان ذکر شده در دو حماسه، رامایانا و مهابهاراتا، در اینجا زندگی می‌کردند.

## تاریخ سیاسی
کانی‌کوبجا یا قنوج امروزی شهر مرکزی آریاورته بود و از سال ۵۱۰ تا ۱۱۹۷ پس از میلاد در دوره موخری‌ها، هارشاواردانا، وارمان‌ها، پراتیهاراها و سلسله گهاداوالا به عنوان پایتخت استفاده می‌شد.
پادشاه گورجارا-پراتیهارا در قرن دهم میلادی عنوان «مهاراجادیرجا آریاورته» را داشت. دوپالا، امپراتور امپراتوری پالا به عنوان «فرمانروای آریاورته» شناخته می‌شد.

## مطالعه بیشتر
- کین, پاندورانگ وامان (1962). تاریخ دهرمشاسترا: (قوانین مذهبی و مدنی باستانی و قرون وسطایی در هند). مؤسسه تحقیقاتی شرق‌شناسی بهاندارکار.
- نیلیس, جیسون (۱۹ نوامبر ۲۰۱۰). انتقال و شبکه‌های تجاری اولیه بودایی: تحرک و تبادل در داخل و خارج از مرزهای شمال غربی جنوب آسیا. بریل. ISBN 978-90-04-18159-5.